# Lancia 2000
De Lancia 2000 is een auto uit de hogere middenklasse die door Lancia werd geproduceerd tussen 1971 en 1974. Het was de laatste auto die door Lancia ontworpen werd voor de overname van het merk door FIAT. De Lancia 2000 was een directe evolutie van de Flavia die sinds 1960 op de markt was. De wagen werd in maart 1976 opgevolgd door de Lancia Gamma.

## Modellen

### 2000 Berlina
De Lancia 2000 sedan behield het centrale deel van de carrosserie (dak, deuren, interieur) en de gehele aandrijflijn (met uitzondering van enkele verbeteringen aan de brandstofinjectie) van zijn voorganger, de tweede serie van de Flavia.
De belangrijkste wijzigingen bevonden zich aan de voor- en achterkant van de carrosserie, waarbij de ontwerpers de styling van de Flavia moderniseerden. De achterkant werd vierkant en vereenvoudigd, en de neus verloor zijn afzonderlijke luchtinlaat en koplampomlijstingen. De mechanica van de Flavia werd grotendeels overgenomen, waaronder de voorwielaandrijving, boxermotor, onafhankelijke ophanging en schijfremmen rondom met vacuümondersteuning en gescheiden circuits (het zogenaamde Lancia "Super duplex" systeem). De 2000 Berlina is 4,62 m lang, 1,61 m breed, 1,44 m hoog, heeft een wielbasis van 1230 mm en een gewicht van 1230 kg.
De 2000 werd aangedreven door een 1991 cc viercilinder boxermotor die 85 kW (115 pk) leverde met carburateur of 93 kW (126 pk) met elektronische brandstofinjectie van Bosch. Exemplaren met een injectiemotor hadden een "i.e."-embleem (iniezione elettronica) in het radiatorrooster. De motor met carburateur was gekoppeld aan een handgeschakelde vierversnellingsbak, de injectiemotor aan een handgeschakelde vijfversnellingsbak, beide geproduceerd door ZF.
Aangezien de 2000 in de voetsporen moest treden van de prestigieuze Flaminia als vlaggenschip van Lancia, kreeg de wagen een hoog afwerkingsniveau met een houten dashboard en fluwelen of lederen interieur, stuurbekrachtiging (eveneens van ZF), airconditioning, elektrische ramen en zonwering.
Vanwege de hoge productiekosten was nieuwe eigenaar Fiat er geen voorstander van om de 2000 op de markt te brengen, ondanks het feit dat het model in 1969 klaar was voor productie. Maar aangezien er geen andere nieuwe Lancia-vlaggenschipmodellen klaar waren, werd de 2000 toch gelanceerd in 1971. De 2000 werd door veel fans van het merk beschouwd als "de laatste echte Lancia" vanwege de hoge bouwkwaliteit die in de latere Beta en Gamma ontbrak.
De productie van de 2000 Berlina eindigde in december 1974 met in totaal 14.319 exemplaren.

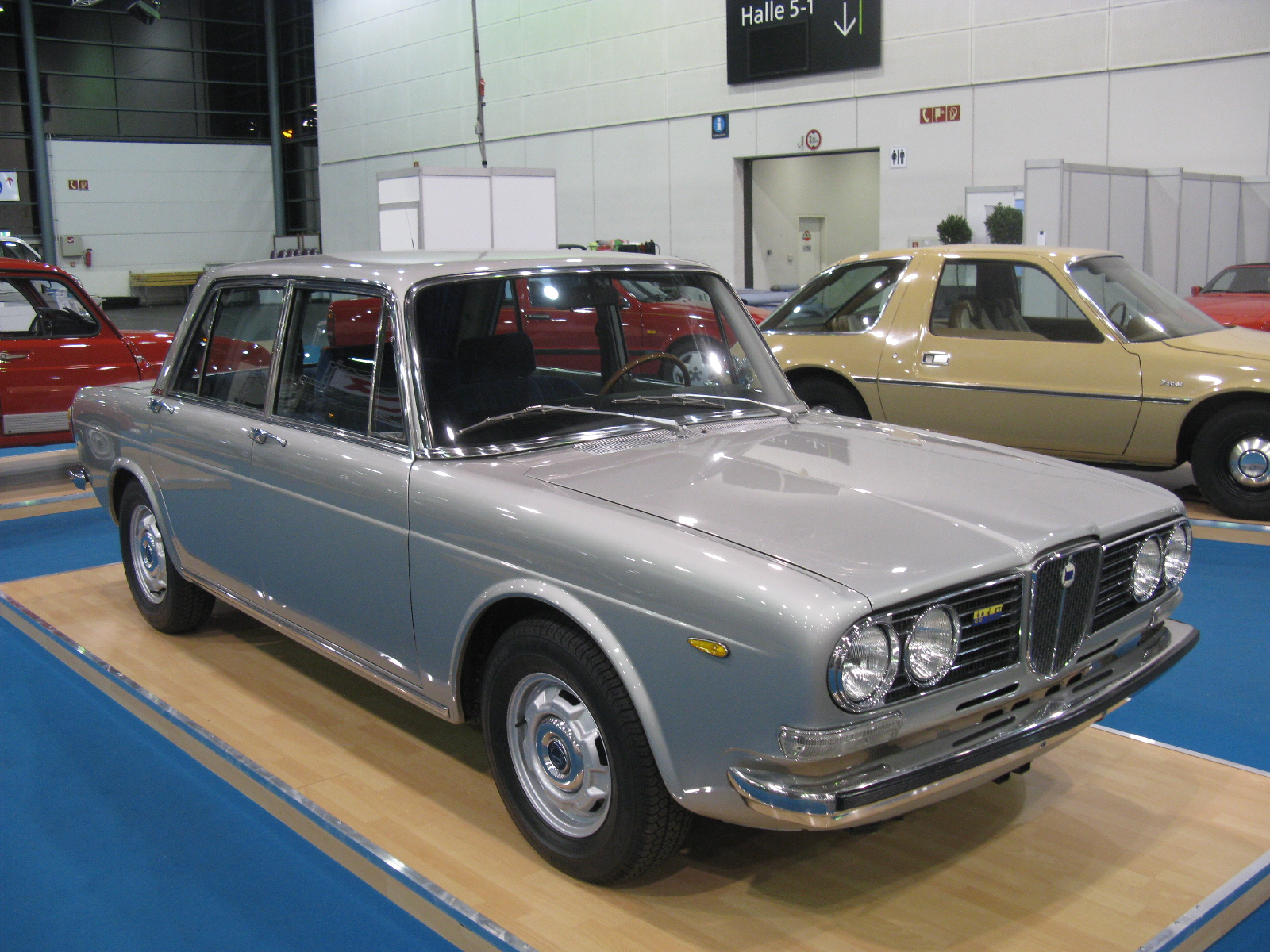
Lancia 2000 Berlina (1971–1974)
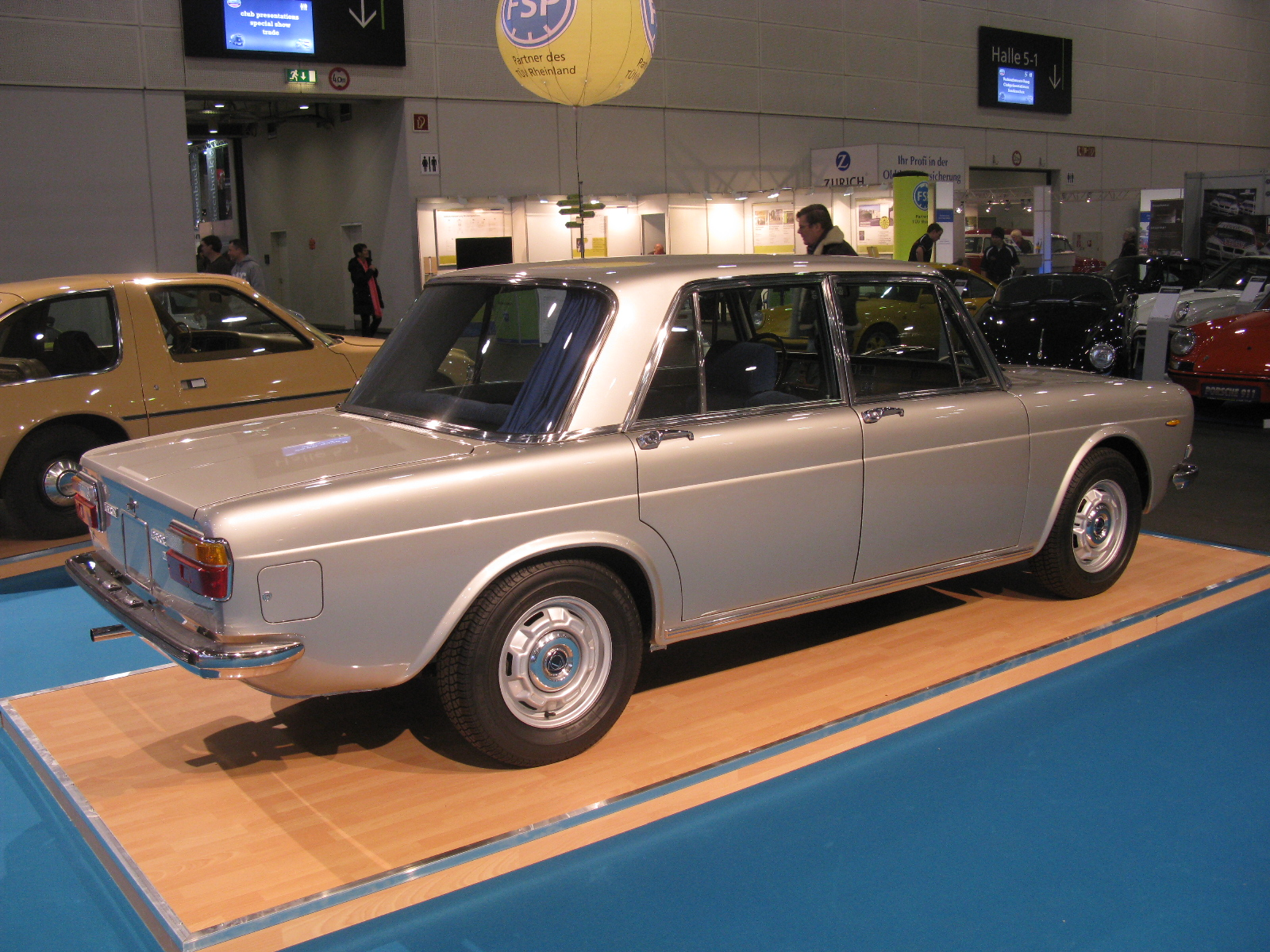
Lancia 2000 Berlina, achteraanzicht
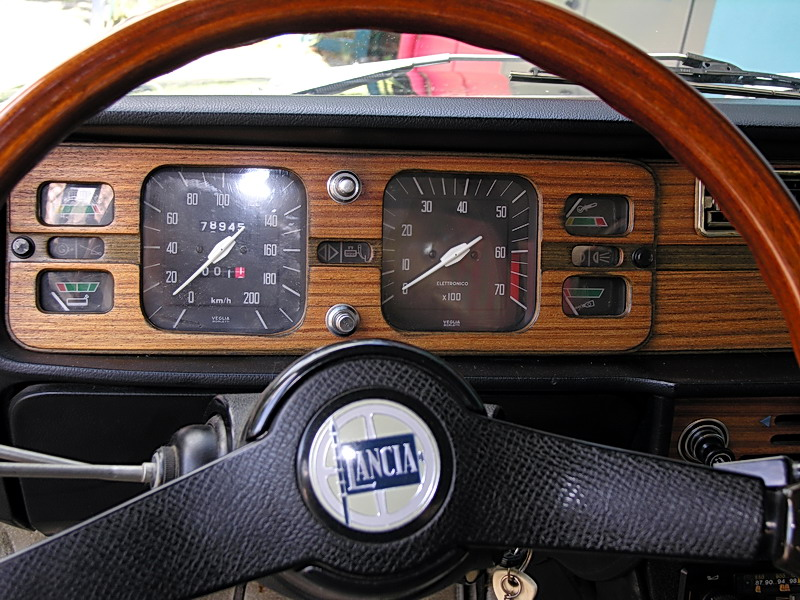
Lancia 2000 Berlina, dashboard

### 2000 Coupé
De Lancia 2000 coupé was een evolutie van de tweede generatie Flavia Coupé. De carrosserie van de auto is ontworpen en gerestyled door Pininfarina. De wijzigingen aan de buitenzijde van de 2000 Coupé waren beperkt tot een nieuw matzwart radiatorrooster (in plaats van verchroomd) met geïntegreerde koplampen en nieuwe bumpers. Achteraan verdwenen de discrete staartvinnen. De carburatiemotor werd overgenomen uit de 2000 Berlina. De 2000 Coupé is 4,56 m lang, 1,61 m breed, 1,34 m hoog, heeft een wielbasis van 2480 mm en een gewicht van 1150 kg. 
In het voorjaar van 1972 werd een HF-versie van de coupé gepresenteerd met een dashboard uit de Ferrari 330 GT en een motor met een injectiesysteem van Bosch. De HF was herkenbaar aan zijn houten stuurwiel en magnesium lichtmetalen velgen. Beide versies hadden een handgeschakelde vijfversnellingsbak.
De 2000 Coupé en 2000 HF Coupé waren in hun tijd technologisch geavanceerde wagens met zaken zoals een vijfversnellingsbak, stuurbekrachtiging en elektronische brandstofinjectie op de 2000 HF. Het waren de laatste auto's die Lancia ontwierp voordat Fiat in 1969 de controle over het bedrijf overnam. In tegenstelling tot latere modellen van Lancia kennen ze geen corrosieproblemen en worden ze over het algemeen beschouwd als robuuster dan hun tijdsgenoten van andere merken.
De productie van de 2000 Coupé en HF Coupé eindigde in december 1974 met in totaal 2628 exemplaren.

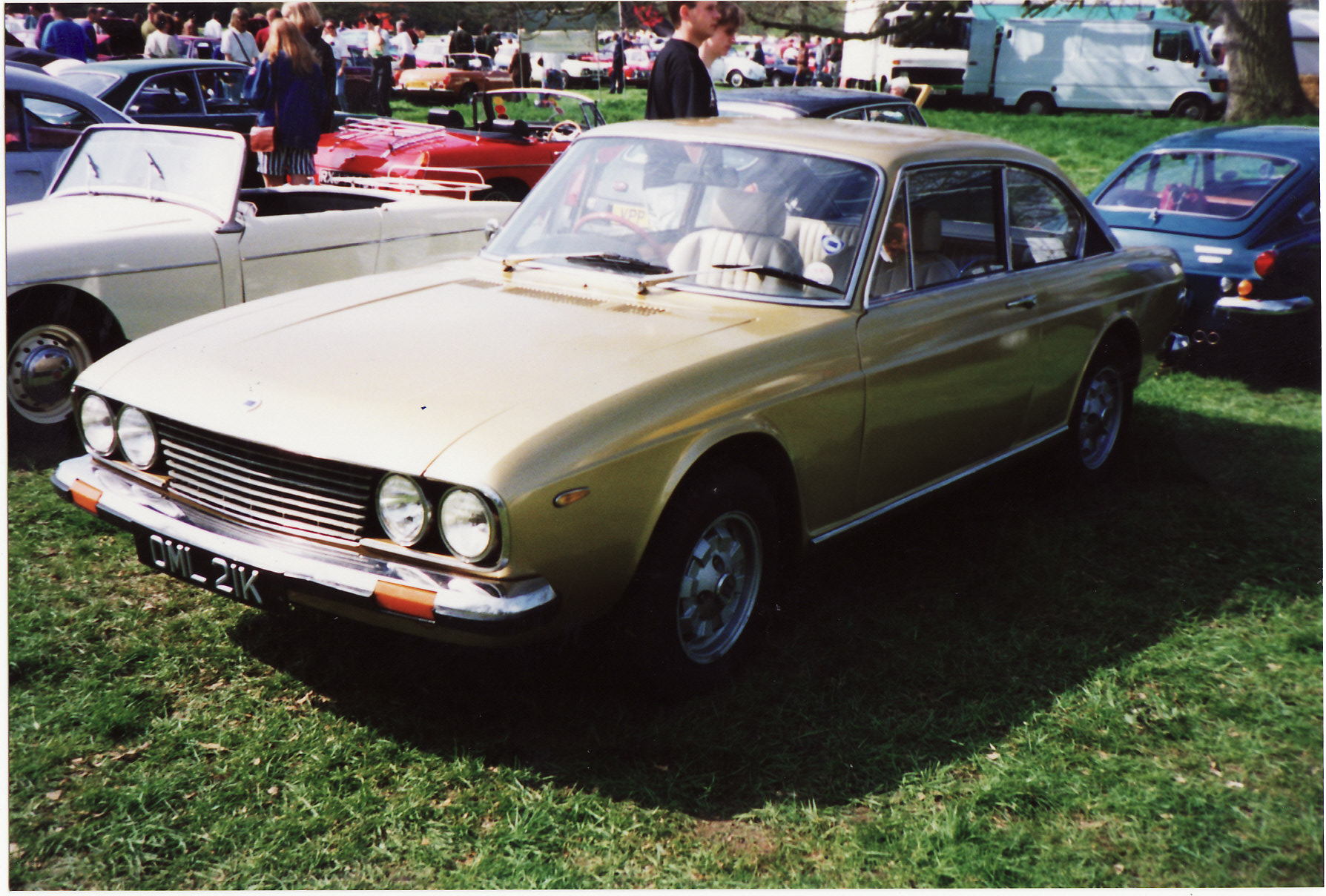
Lancia 2000 Coupé (1971–1974)
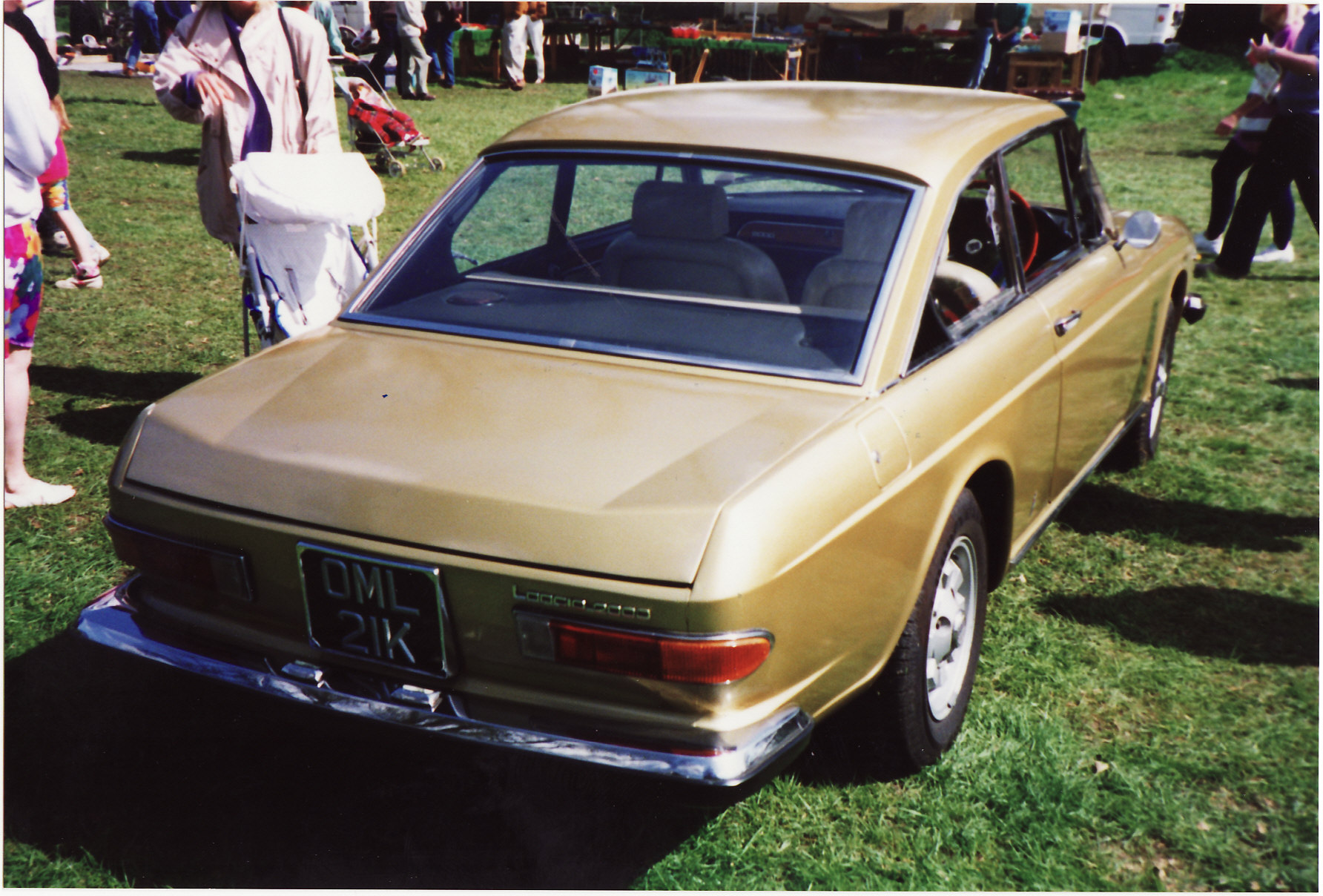
Lancia 2000 Coupé, achteraanzicht
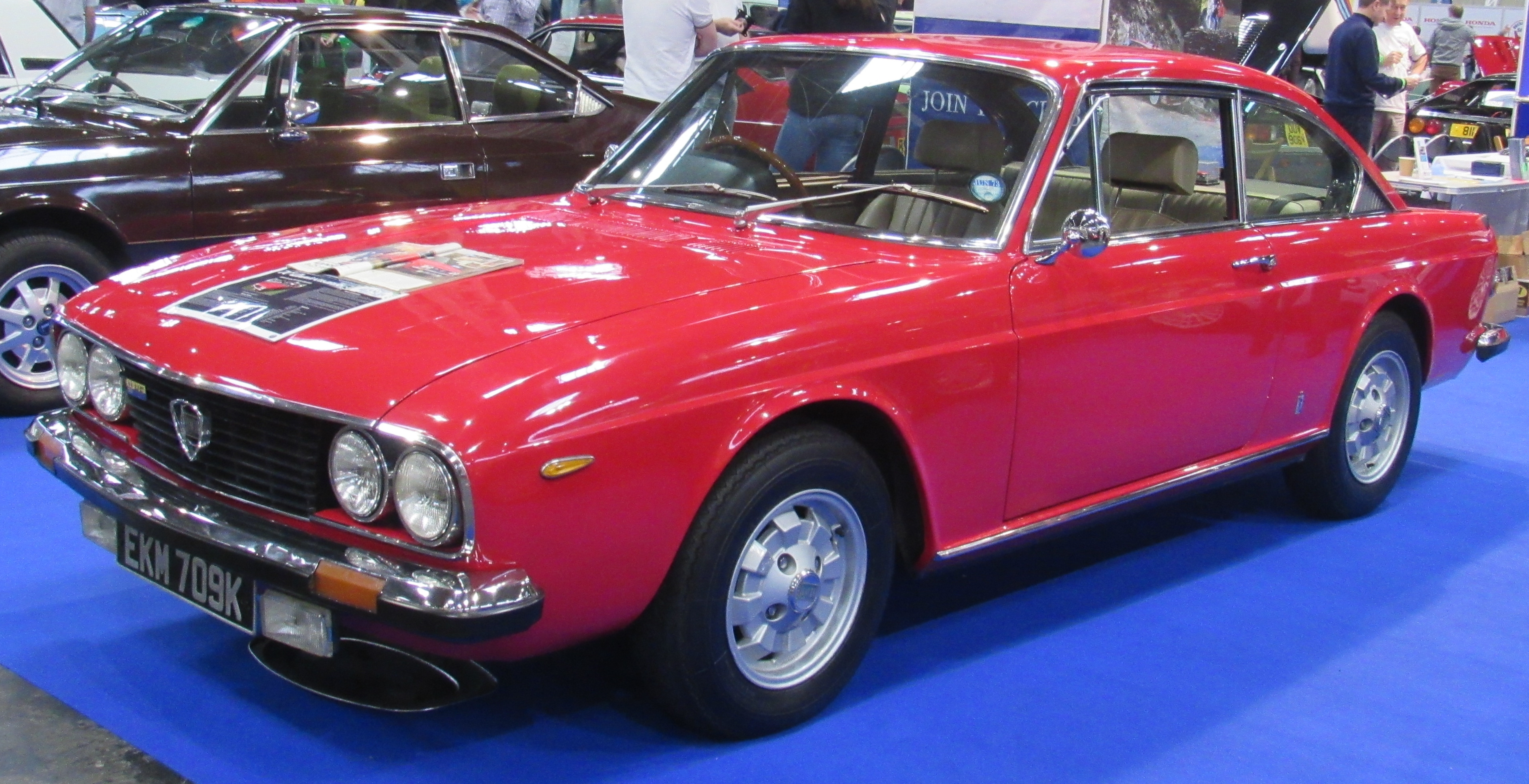
Lancia 2000 HF Coupé (1972–1974)
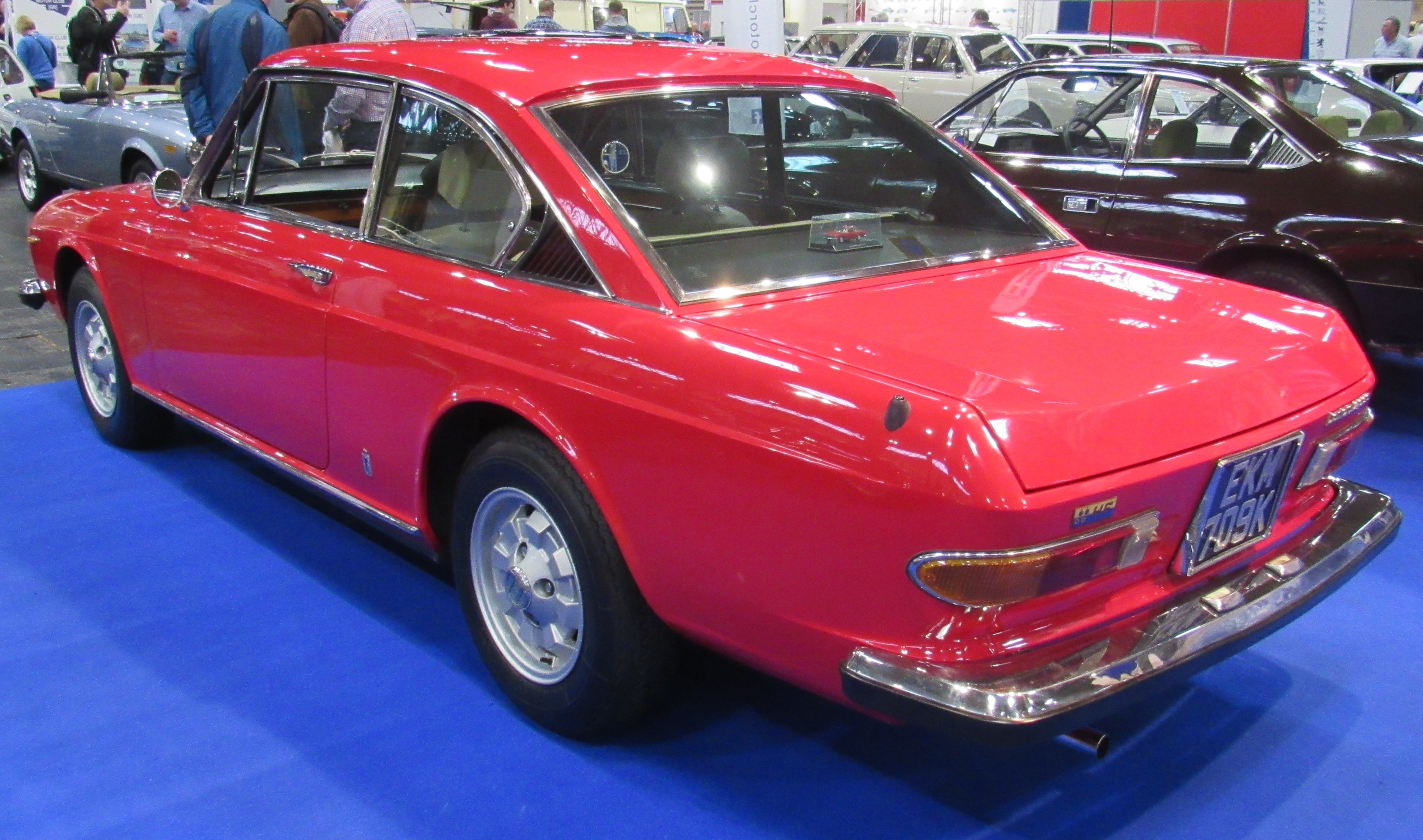
Lancia 2000 HF Coupé, achteraanzicht
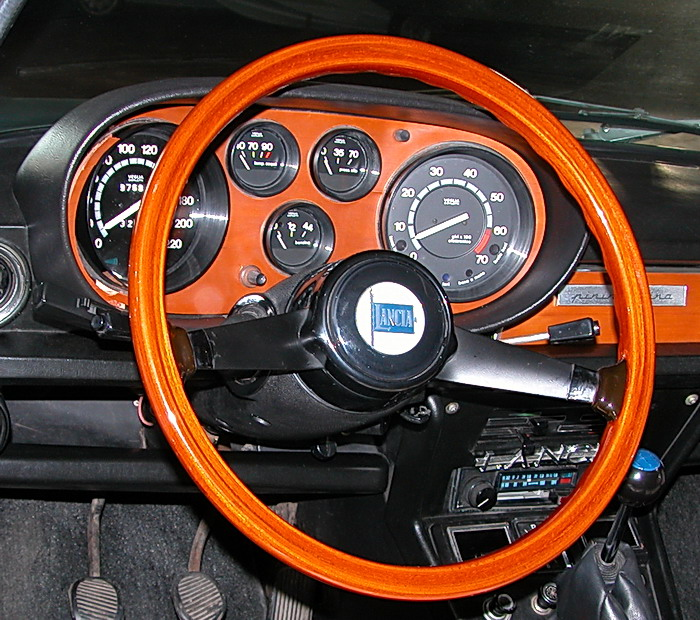
Lancia 2000 HF Coupé, dashboard

## Technische gegevens
| Type          | Jaartal   | Motor     | Motor                 | Motor    | Motor                     | Transmissie   | Topsnelheid | Productieaantal |
| Type          | Jaartal   | Inhoud    | Cilinders             | Vermogen | Brandstofvoorziening      | Transmissie   | Topsnelheid | Productieaantal |
| ------------- | --------- | --------- | --------------------- | -------- | ------------------------- | ------------- | ----------- | --------------- |
| 2000          | 1971-1974 | 1.991 cm³ | 4-cilinder boxermotor | 115 pk   | Solex carburateur         | manuele 4-bak | 175 km/u    | 8844            |
| 2000 i.e.     | 1972-1974 | 1.991 cm³ | 4-cilinder boxermotor | 125 pk   | Bosch D-Jetronic injectie | manuele 5-bak | 180 km/u    | 5475            |
| 2000 Coupé    | 1971-1974 | 1.991 cm³ | 4-cilinder boxermotor | 115 pk   | Solex carburateur         | manuele 5-bak | 185 km/u    | 1399            |
| 2000 HF Coupé | 1972-1974 | 1.991 cm³ | 4-cilinder boxermotor | 125 pk   | Bosch D-Jetronic injectie | manuele 5-bak | 190 km/u    | 1229            |